# Henryk Kossakowski
Henryk Tadeusz Kossakowski (ur. 15 lipca 1893 w Mniszkowie, powiat Opoczno, zm. jesień 1939) – polski chemik, fizyk, pedagog, harcmistrz.

## Życiorys
W 1925 roku ukończył studia inżynierskie na Wydziale Chemii Technicznej Politechniki Lwowskiej. W latach 1926–1930 pracował jako nauczyciel fizyki w gimnazjum w Kościerzynie, od 1930 roku wykładał fizykę i elektrotechnikę w Państwowej Szkole Morskiej w Gdyni. Był także rzeczoznawcą towarów chemicznych w Porcie Gdynia.
Od 1920 roku działał w harcerstwie. Był opiekunem szkolnej drużyny harcerskiej w Kościerzynie, a w latach 1930–1935 komendantem morskiego rejonu harcerzy w Gdyni (w stopniu harcmistrza).
W 1939 roku w obronie Gdyni został ranny w nogę. Nie trafił jednak do niewoli i został zatrzymany 25 września 1939 razem z innymi wykładowcami Państwowej Szkoły Morskiej. Był więziony w obozie w Sztutowie i tam prawdopodobnie późną jesienią 1939 roku został rozstrzelany. 

## Ordery i odznaczenia
- Złoty Krzyż Zasługi (19 marca 1931)[1]

## Upamiętnienie
Imię Henryka Kossakowskiego nadano drużynie harcerskiej przy Wyższej Szkole Morskiej w Gdyni.